# Šentrupert, Laško
Šentrupert je naselje v Občini Laško.